# Phyllanthus maestrensis
Phyllanthus maestrensis là một loài thực vật có hoa trong họ Diệp hạ châu. Loài này được Urb. miêu tả khoa học đầu tiên năm 1924.

## Phân bổ
Loài cây này sống chủ yếu ở Cuba (Sierra Maestra). Nó là một loại cây bụi nhỏ hoặc cây bụi phát triển chủ yếu trong hệ sinh thái nhiệt đới ẩm.